# Рукомойник
Рукомойник — зафиксированный специальным образом сосуд с водой, предназначенный для мытья рук и умывания лица.
Простейший вид рукомойника (также называемый «бараном») представляет собой деревянный, глиняный или металлический сосуд округлой формы с широкой горловиной для наливания воды, одним или двумя носиками для выливания, и двумя ушками, за которые его подвешивают на цепочке или верёвке. Воду льют наклоном рукомойника, надавливая на носик.
Рукомойник с коническим клапаном действует по следующему принципу: в состоянии покоя клапан находится в нижнем положении и закрывает ток воды. При нажатии на стержень клапана снизу вверх он открывается. После прекращения нажатия клапан под действием силы тяжести возвращается в исходное положение.
В русской избе зимой рукомойник подвешивают рядом с русской печкой ближе к двери в сени. Для сбора грязной воды под него ставят лохань (ушат, таз). Летом рукомойник подвешивают на улице у входа в дом, вода стекает прямо на землю. Около рукомойника вешают небольшой кусок белой холщовой ткани (рукотёрку, утиральник) или ткань от изношенной одежды, выполняющую роль полотенца.

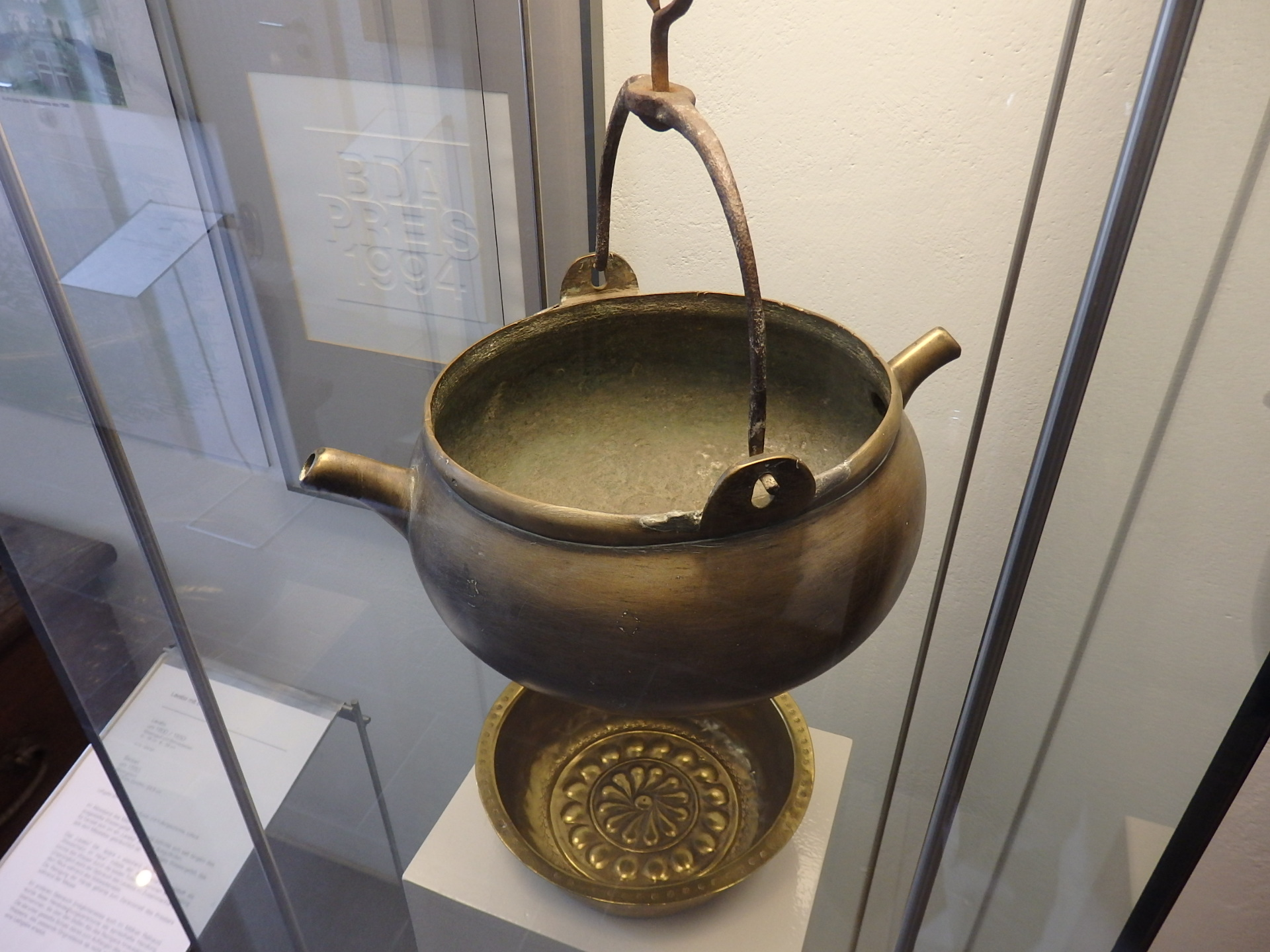
Рукомойник на подвесе. Европа, XVII век
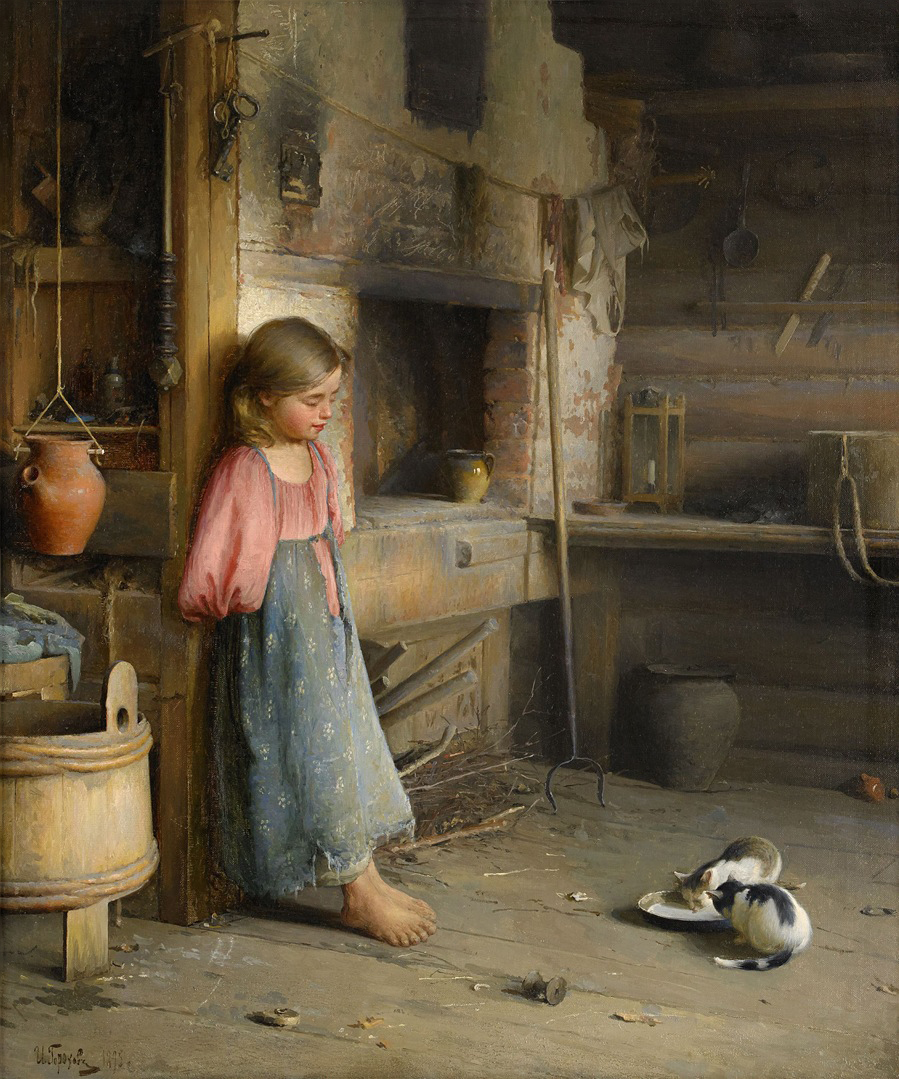
Рукомойник в русской избе (слева). Картина И.Л. Горохова «Девочка с котятами»
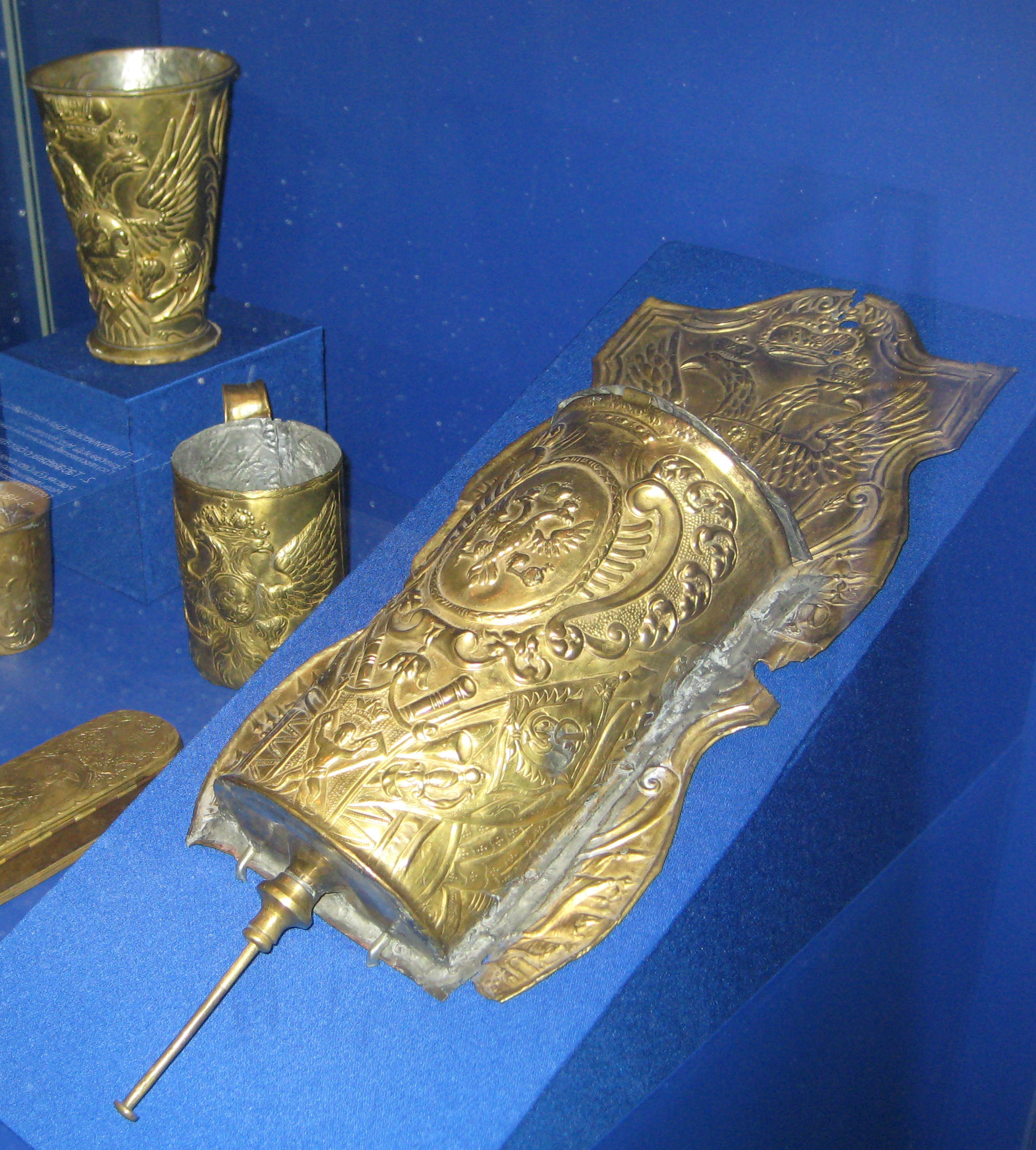
Русский бронзовый рукомойник XVIII века с клапаном
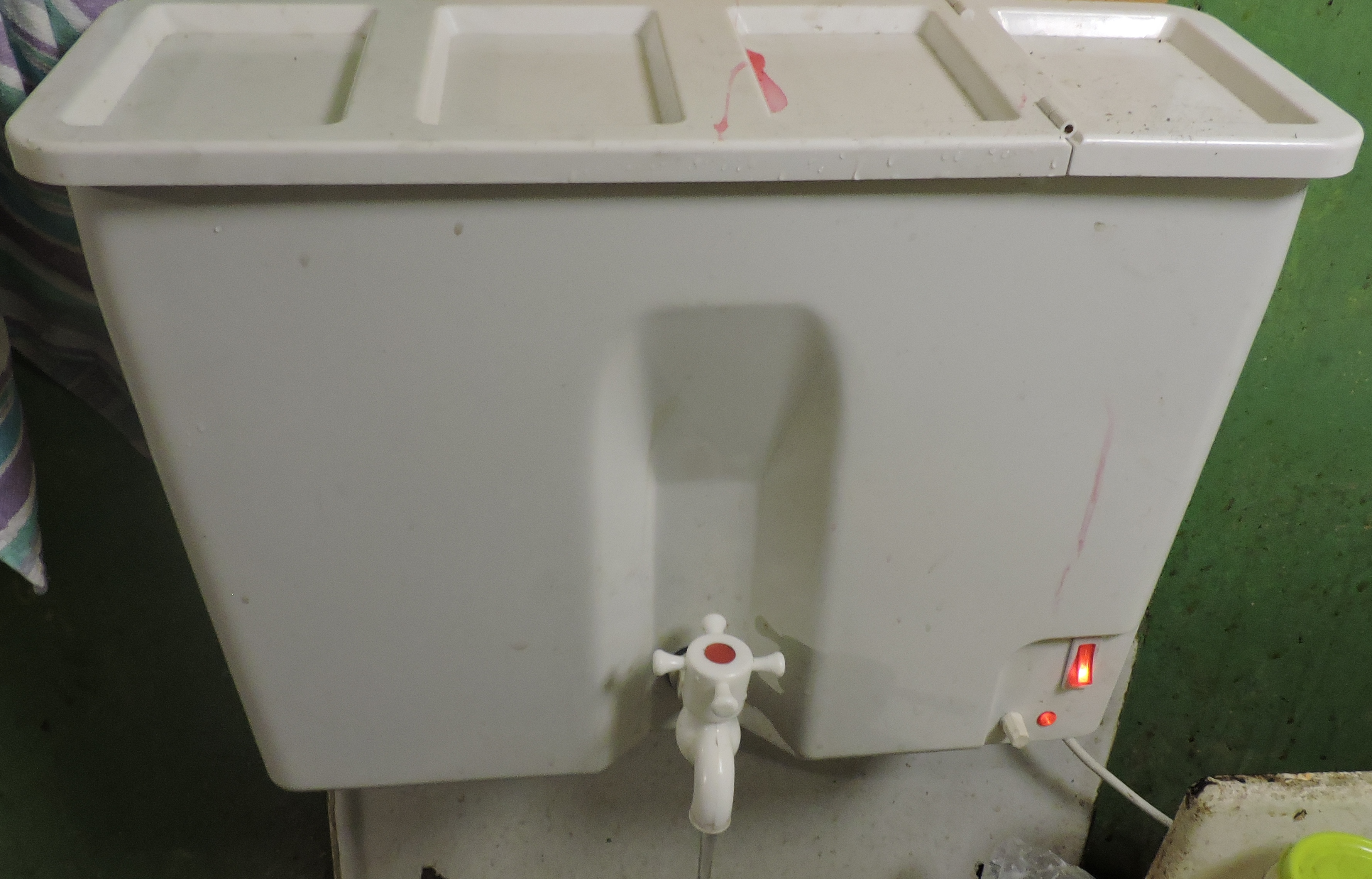
Современный рукомойник большого объёма с вентилем и электроподогревом воды